# 李纪恒
李纪恒（1957年1月—），男，广西贵港人，中华人民共和国政治人物。广西大学中文系毕业，中共中央党校在职研究生学历，中国社会科学院农业经济管理专业管理学博士学位，高级经济师。是中共第十五、十六、十七届中共中央候补委员，第十八届中央委员，第十九届中央委员。曾任云南省人民政府省长，中共云南省委書記，中共内蒙古自治区党委书记、内蒙古自治区人大常委会主任，中华人民共和国民政部部长、党组书记等职务。

## 生平
李纪恒1976年受推荐进入广西大学中文系文学创作专业学习；毕业后，被分配到广西贵县文工团工作。1979年8月加入中国共产党。1980年9月，调入中共贵县县委宣传部，开始从政治之路。
此后，李纪恒长期在广西地方任职；历任瓦塘乡党委书记，中共贵县委副书记、平南县委书记、桂平县委书记，河池地委副书记，行政公署副专员、专员，河池地委书记。1997年8月，任中共玉林市委书记；9月，在中共十五大上，当选候补中央委员；12月，成为中共广西自治区党委常委。2001年6月，改兼任中共南宁市委书记；2003年5月，升任广西自治区党委副书记。
2006年7月，李纪恒调离家乡广西，任中共云南省委副书记。2011年8月，获提名出任云南省省长，2012年2月，当选云南省省长。2014年10月，中共中央决定其代替秦光荣，出任中共云南省委书记。2016年8月，不再担任中共云南省委书记。
2016年8月29日，中共中央决定由其担任中共内蒙古自治区党委书记。2018年2月24日，当选为第十三届全国人大代表。2019年10月26日，调任民政部部长，至2022年2月28日卸任。
2022年2月28日，任全国人民代表大会农业与农村委员会副主任委员。

## 言论
|  | 党报党刊党台党网理所当然要姓党，其他媒体也必须坚持党的领导，这没有什么讨价还价的余地。我们讲政治家办报、办台、办网站，不是空洞的，而是具体的。绝不允许与中央唱反调，决不允许吃共产党的饭，砸共产党的锅。 |